# The Hunt for the BTK Killer
The Hunt for the BTK Killer är en amerikansk TV-film från år 2005. Filmen regisserades av Stephen Kay och är baserad på en sann historia, om den amerikanske seriemördaren Dennis Rader.

## Handling
På ytan är Dennis Rader en helt vanlig man som går till jobbet varje morgon, är scoutledare på fritiden och går i kyrkan på söndagarna. Men under ytan är den farlige seriemördaren som kallar sig BTK (Bind, Torture, Kill), en seriemördare som polisen försökt få fast i över 30 år.

## Rollista i urval
- Robert Forster - Jason Magida
- Mimi Kuzyk - Mrs. Magida
- Gregg Henry - Dennis Rader
- John Dunsworth - Pastor
- Martha Irving - Mary Baxter
- Janaya Stephens
- Hollis McLaren - Helen